# Kamen Rider Ex-Aid
Kamen Rider Ex-Aid (jap. 仮面ライダーエグゼイド Kamen Raidā Eguzeido) – japoński serial tokusatsu, dwudziesta siódma odsłona serii Kamen Rider. Serial został stworzony przez Toei Company. Emitowany był na kanale TV Asahi od 2 października 2016 do 27 sierpnia 2017, liczył 45 odcinków.
Slogan serialu to: "Gra rozpoczęta!" (ang. Game Start!).

## Fabuła
Pięć lat przed wydarzeniami z serialu ludzkość nawiedził nowy rodzaj wirusa, który przemienił swoje ofiary w monstra zwane Bugsterami. Korporacja Genm postanawia walczyć z wirusem tworząc pasy zwane Game Driverami zasilane Gashatami - urządzeniami przypominającymi kartridże do gier na konsole. Game Drivery mogą obsługiwać jedynie lekarze, którzy przeszli specjalny zabieg umożliwiający im koordynację z ich mocą, dzięki czemu mogą przemienić się w Kamen Riderów. W 2016 jeden z Game Driverów otrzymuje Emu Hōjō, genialny gracz komputerowy a zarazem początkujący pediatra. Pomimo tego, że nie przeszedł badań, zostaje Kamen Riderem Ex-Aidem, co później staje się zagadką. Mimo to, Emu decyduje się walczyć z potworami aby uratować swoich pacjentów. W walce wspomagają go inni lekarze m.in. genialny chirurg Hiiro Kagami (Kamen Rider Brave) oraz były radiolog Taiga Hanaya (Kamen Rider Snipe). Na drodze staje im jednak tajemniczy szef Korporacji Genm - Kuroto Dan.     

## Obsada
- Emu Hōjō / Kamen Rider Ex-Aid: Hiroki Ijima
- Hiiro Kagami / Kamen Rider Brave: Toshiki Seto
- Asuna Karino / Poppy: Ruka Matsuda
- Taiga Hanaya / Kamen Rider Snipe: Ukyō Matsumoto
- Kuroto Dan / Kamen Rider Genm: Tetsuya Iwanaga
- Kiriya Kujō / Kamen Rider Lazer: Hayato Onozuka
- Parad / Kamen Rider Para-DX: Shōma Kai
- Grafit: Shōma Machii
- Niko Saiba: Reina Kurosaki
- Tsukuru Koboshi: Shōhei Uno
- Ren Amagasaki: Shin'ya Kote
- Masamune Dan / Kamen Rider Cronus: Hiroyuki Takami
- Haima Kagami: Hanamaru Hakata
- Kyōtarō Hinata: Hironobu Nomura

## Źródła i linki zewnętrzne
- Oficjalna strona serialu (TV Asahi) (jap.)
- Oficjalna strona serialu (Toei) (jap.)
- Artykuł na Kamen Rider Wiki